# YMO GO HOME!
『YMO GO HOME!』（ワイエムオー・ゴー・ホーム!）は、イエロー・マジック・オーケストラ (YMO) のベスト・アルバム。1999年9月22日に東芝EMI／イーストワールドからリリースされた。

## 制作
YMO結成20周年を記念して発売された作品で、本作は、キャリア初となる公式ベスト・アルバムとして、細野晴臣が選曲を担当した。タイトルには「YMOを家に帰す」「YMOはもういいよ」の意味が込められており、細野は本作のライナーノーツでも「今世紀を最後にYMOとはお別れしたいという強い気持ちを持っている」「もうこれで最後にしてほしい」と述べている。
また、初のデジタルリマスタリング作品でもあり、リマスタリングは小池光夫が手がけた。ボーナス・トラックには、1980年の『写楽祭』で演奏された「Where Have All The Flowers Gone?」と「La Femme Chinoise」が収録されている。それぞれアコースティック・トリオで演奏され、YMOメンバーのギター演奏を聴くことができる。

## リリース
1999年9月22日に東芝EMIのイーストワールドレーベルよりリリースされた。
2007年3月21日にソニー・ミュージックダイレクトのGTmusicより再リリースされた。

## ディスクジャケット
ジャケットデザインは、テイ・トウワが担当した。

## リリース履歴
| No. | 日付          | 国名 | レーベル                                | 規格 | 規格品番      | 最高順位 | 備考                        |
| --- | ------------- | ---- | --------------------------------------- | ---- | ------------- | -------- | --------------------------- |
| 1   | 1999年9月22日 | 日本 | 東芝EMI／イーストワールド               | CD   | TOCT-24231〜2 | 6位      | 初回プレスのみ特製BOX仕様。 |
| 2   | 2007年3月21日 | 日本 | ソニー・ミュージックダイレクト／GTmusic | CD   | MHCL-1043〜4  | 198位    |                             |

## 収録曲
| 全編曲: YMO。 |                                                               |                                                         |                                    |       |
| #             | タイトル                                                      | 作詞                                                    | 作曲                               | 時間  |
| 1.            | 「JINGLE“Y.M.O.”」                                            |                                                         | イエロー・マジック・オーケストラ   | 0:16  |
| 2.            | 「RYDEEN」                                                    |                                                         | 高橋ユキヒロ                       | 4:25  |
| 3.            | 「BEHIND THE MASK」                                           | クリス・モズデル                                        | 坂本龍一                           | 3:35  |
| 4.            | 「INSOMNIA」                                                  | クリス・モズデル                                        | 細野晴臣                           | 4:57  |
| 5.            | 「CUE」                                                       | 高橋幸宏、細野晴臣、ピーター・バラカン                  | 高橋幸宏、細野晴臣                 | 4:30  |
| 6.            | 「U･T」                                                       |                                                         | YMO                                | 4:31  |
| 7.            | 「NICE AGE」                                                  | クリス・モズデル                                        | 高橋ユキヒロ、坂本龍一             | 3:46  |
| 8.            | 「体操／TAISO」                                               | 坂本龍一                                                | 坂本龍一、YMO                      | 4:21  |
| 9.            | 「COSMIC SURFIN'」                                            |                                                         | 細野晴臣                           | 4:52  |
| 10.           | 「以心電信／YOU'VE GOT TO HELP YOURSELF」                     | 細野晴臣、ピーター・バラカン                            | 坂本龍一、高橋幸宏                 | 4:42  |
| 11.           | 「ポケットが虹でいっぱい／POCKETFUL OF RAINBOWS」             | フレッド・ワイズ、ベン・ワイズマン 日本語訳：湯川れい子 | フレッド・ワイズ、ベン・ワイズマン | 4:21  |
| 12.           | 「東風／TONG POO (SPECIAL DJ COPY)」                          |                                                         | 坂本龍一                           | 6:08  |
| 13.           | 「中国女／LA FEMME CHINOISE (ACOUSTIC VERSION)」(BONUS TRACK) | クリス・モズデル                                        | 高橋ユキヒロ                       | 2:24  |
| 14.           | 「FIRECRACKER」                                               |                                                         | マーティン・デニー                 | 4:51  |
| 合計時間:     | 合計時間:                                                     | 合計時間:                                               | 合計時間:                          | 58:04 |

| #   | タイトル                                                             | 作詞                                   | 作曲                                                       | 時間 |
| --- | -------------------------------------------------------------------- | -------------------------------------- | ---------------------------------------------------------- | ---- |
| 1.  | 「MULTIPLIES」                                                       |                                        | エルマー・バーンスタイン、イエロー・マジック・オーケストラ | 2:56 |
| 2.  | 「TIGHTEN UP (A&M MIX)」                                             | ビリー・ブッチャー                     | アーチー・ベル                                             | 3:07 |
| 3.  | 「SIMOON」                                                           | クリス・モズデル                       | 細野晴臣                                                   | 6:27 |
| 4.  | 「CITIZENS OF SCIENCE」                                              | クリス・モズデル                       | 坂本龍一                                                   | 4:33 |
| 5.  | 「CAMOUFLAGE」                                                       | 高橋幸宏、ピーター・バラカン           | 高橋幸宏                                                   | 4:33 |
| 6.  | 「GRADATED GREY」                                                    | 細野晴臣、ピーター・バラカン           | 細野晴臣                                                   | 5:33 |
| 7.  | 「PURE JAM」                                                         | 高橋幸宏、ピーター・バラカン           | 高橋幸宏                                                   | 4:29 |
| 8.  | 「LOTUS LOVE」                                                       | 細野晴臣                               | 細野晴臣                                                   | 4:05 |
| 9.  | 「君に、胸キュン。－浮気なヴァカンス－」                             | 松本隆                                 | YMO                                                        | 4:06 |
| 10. | 「SHADOWS ON THE GROUND」                                            | 坂本龍一、高橋幸宏、ピーター・バラカン | 坂本龍一、高橋幸宏                                         | 4:20 |
| 11. | 「BE A SUPERMAN」                                                    | 坂本龍一、高橋幸宏                     | 坂本龍一、高橋幸宏                                         | 5:19 |
| 12. | 「WHERE HAVE ALL THE FLOWERS GONE? (ACOUSTIC VERSION)」(BONUS TRACK) | ピート・シーガー                       | ピート・シーガー                                           | 3:19 |
| 13. | 「TECHNOPOLIS」                                                      |                                        | 坂本龍一                                                   | 4:14 |
| 14. | 「THE END OF ASIA」                                                  |                                        | 坂本龍一                                                   | 1:32 |

## 曲解説

### Disc 1
1. JINGLE“Y.M.O.”
  - 次トラックが「NICE AGE」でないため、小林克也による曲紹介はカットしてジングル単体で収録されている。
2. RYDEEN
3. BEHIND THE MASK
4. INSOMNIA
5. CUE
6. U･T
7. NICE AGE
  - シングル及びアルバム『X∞Multiplies』（1980年）収録版と同じフェードアウトバージョンで収録している[注釈 2]。ミックスはアルバム『増殖』（1980年）収録のカットアウトバージョンとの違いはない。
8. 体操／TAISO
9. COSMIC SURFIN'
10. 以心電信／YOU'VE GOT TO HELP YOURSELF
  - フェイドアウトの遅いアルバムバージョンで収録。
11. ポケットが虹でいっぱい／POCKETFUL OF RAINBOWS
  - シングルバージョンで収録されている。
12. 東風／TONG POO (SPECIAL DJ COPY)
13. 中国女／LA FEMME CHINOISE (ACOUSTIC VERSION)
  - バンジョーとアコースティックギター2本の楽器構成で演奏した中国女のフォークソングバージョンとも言えるアコースティックバージョン
14. FIRECRACKER

### Disc 2
1. MULTIPLIES
2. TIGHTEN UP (A&M MIX)
  - アメリカで発売された12インチシングル盤に収録されたバージョンで、コンピレーション・アルバム『オーヴァー・シーズ・コレクション』（1995年）にも収録されている。
3. SIMOON
4. CITIZENS OF SCIENCE
5. CAMOUFLAGE
6. GRADATED GREY
7. PURE JAM
8. LOTUS LOVE
9. 君に、胸キュン。－浮気なヴァカンス－
10. SHADOWS ON THE GROUND
11. BE A SUPERMAN
12. WHERE HAVE ALL THE FLOWERS GONE? (ACOUSTIC VERSION)
13. TECHNOPOLIS
14. THE END OF ASIA
  - イントロのスネークマンショーのコントの被りを取り除いた未発表バージョン。